# Чошо
Чошо (長承) је јапанска ера (ненко) која је настала после Теншо и пре Хоен ере. Временски је трајала од августа 1132. до новембра 1135. године и припадала је Хејан периоду. Владајући монарх био је цар Сутоку. Ова ера је позната као доба велике глади у земљи.

## Важнији догађаји Чошо ере
- 1132. (Чошо 1, први месец): Фуџивара но Тадасане осваја царево поверење.[4]
- 1132. (Чошо 1, трећи месец): Бивши цар Тоба одлучује да изгради себи палату за чију изградњу задужује Таира но Тадаморија. Када је пројекат завршен Тадамори је награђен именовањем за гувернера острва Цушима. Један од Тадаморијевих предака био је цар Каму.[4]
- 1132. (Чошо 1, трећи месец): Цар Сутоку у свом ходочашћу стиже на планину Која.[4]
- August 1, 1133. (Чошо 2, двадесетдевети дан шестог месеца): Бивши цар Тоба доводи ћерку Фуџиваре но Канезанеа (Будућа Каја но Ин, 1095–1155.) на двор као љубавницу.[5]
- 1133. (Чошо 3, деветнаести дан трећег месеца): Канезанеова ћерка долази до позиције царице али не успева да Тоби подари наследнике.[5]
- 1134. (Чошо 3, трећи месец ): Цар посећује храм Касуга.[4]
- 1134. (Чошо 3, трећи месец): Сутоку посећује храм Хојоши таиша.[4]
- 1134. (Чошо 3, пети месец): Цар посећује храм Ивашимизу.[4]
- 1134. (Чошо 3, пети месец): Сутоку посећује Камо храмове.[4]